# Chick Vennera
Chick Vennera, né le 27 mars 1947 et mort le 7 juillet 2021, est un acteur américain. Il est notamment connu pour son rôle de Jo Mondragon dans Milagro de Robert Redford, sorti en 1988.

## Biographie
Après avoir servi dans l'US Army Signal Corps, Chick Vennera se lance dans une carrière d'acteur et de danseur. Il est également musicien, jouant de plusieurs instruments[Lesquels ?]. Son premier rôle d'acteur notable est dans la production de Broadway de Grease, après avoir tourné avec la comédie musicale pendant un an.
Il continue en tant qu'interprète et appararaît dans le film de 1978 Thank God It's Friday où il exécute une routine de danse[Quoi ?] au-dessus de plusieurs voitures. Sa carrière d'acteur se poursuit tout au long des années 1980 et 1990, apparaissant dans de nombreux films et séries télévisées. En 1989, il apparaît dans trois épisodes de The Golden Girls.
Chick Vennera s'aventure également dans le doublage dans les années 1980 avec des rôles dans les programmes Hanna-Barbera. Cependant, son rôle le plus notable est celui de Pesto dans la série animée à succès Animaniacs des sociétés de production Warner Bros. Animation et d'Amblin Entertainment. Avant sa mort, Chick Vennera enseigne le théâtre.
Chick Veneers meurt le 7 juillet 2021 des suites d'un cancer à son domicile de Burbank, en Californie.

## Filmographie

### Cinéma
- 1978 : Dieu merci, c'est vendredi : Marv Gomez
- 1979 : Yanks : Danny
- 1988 : Milagro : Joe Mondragon
- 1991 : McBain : Roberto Santos
- 1999 : Wakko's Wish : Pesto Voix

### Télévision
- 1978-1980 : Vegas : Mitch Costigan
- 1985-1987 : Les Jetson : Vois additionnelles
- 1986 : Foofur : Sam
- 1986 : Arnold et Willy : Spider
- 1989 : Les Craquantes : Pepe/Enrique
- 1993-1998 : Animaniacs : Pesto
- 1996-1997 : The Real Adventures of Jonny Quest : Lorenzo
- 1998 : JAG : Benny Turpin
- 2000 : That's Life : Luciano
- 2002-2004 : Static Choc : Ferrett

### Jeu vidéo
- 2009 : Bayonetta : Enzo[2]